# Tracy Austin
Tracy Ann Austin Holt (Palos Verdes Peninsula, Kalifornia, USA, 1962. december 12. –) junior és felnőtt Grand Slam-tornagyőztes, háromszoros Fed-kupa-győztes egykori világelső visszavonult amerikai teniszezőnő. 
1979-ben és 1981-ben megnyerte a US Opent egyéniben, valamint vegyes párosban Wimbledont 1980-ban, de sérülések miatt hamar be kellett fejeznie teniszkarrierjét.
Pályafutása során 30 egyéni és 5 páros WTA-tornagyőzelmet aratott.
1992-ben a teniszhírességek csarnokának (International Tennis Hall of Fame) tagjai közé választották.

## Egyéni Grand Slam döntői

### Megnyert döntők (2)
| Év   | Bajnokság   | Ellenfél a döntőben | Döntő eredménye |
| 1979 | US Open     | Chris Evert-Lloyd   | 6–4, 6–3        |
| 1981 | US Open (2) | Martina Navratilova | 1–6, 7–6, 7–6   |